# Jan Křtitel Antonín Boháč
Jan Křtitel Antonín Boháč (14. června 1724, Žinkovy – 16. října 1768, Praha) byl český lékař a přírodovědec, průkopník v oblasti použití elektřiny v medicíně. Byl děkanem lékařské fakulty Univerzity Karlovy.

## Život
Narodil se roku 1724 v Žinkovech jako prvorozený syn Bartoloměje Antonína Boháče, správce zdejšího panství hraběte Františka Václava Wrtby. Zde navštěvoval triviální školu a poté pokračoval na jezuitské koleji v pražském Klementinu. Následně pokračoval ve studiu na pražské univerzitě, kde vystudoval filozofii a lékařství. V letech 1746–1747 podnikl studijní cestu po Evropě za dalším vzděláním. Navštívil Benátky, Padovu a následně Montpellier a Paříž. Odtud ještě krátce navštívil několik univerzit v Německu. V roce 1751 dokončil studia a o dva roky později již působil v Praze jako mimořádný profesor lékařství. V roce 1752 se setkal ve Vídni s osobním lékařem císařovny Marie Terezie G. van Swietenem a ve svých 28 letech byl jmenován mimořádným univerzitním profesorem přírodopisu. V roce 1756 odešel se svou rodinou na jih do Itálie, kde se věnoval zoologickému studiu. Po návratu do Prahy vydal roku 1761 v Drážďanech výsledky svých studií v latinsky psaném spise "O některých mořských živočiších a jejich vlastnostech, vzdělancům dosud neznámých anebo málo známých". Později se stal děkanem pražské lékařské fakulty, později i rektorem Univerzity Karlovy. Byl členem bavorské Akademie věd a roku 1762 byl zvolen členem londýnské Královské společnosti, a to za svoji práci o třídění živočišných druhů. V říjnu roku 1768 při sběru přírodnin Boháč promoknul a následně těžce onemocněl. Nechal se převést do Prahy kde 16. října na zápal plic zemřel.

## Dílo
- O některých mořských živočiších a jejich vlastnostech, vzdělancům dosud neznámých anebo málo známých
- Popis některých pro hospodářství a barvířství užitečných rostlin
- Pojednání o užití pastvin v zemědělství.

### Nedokončený rukopis
- Květena, zvířena a přírodopis nerostné říše